# 波蒂奇鎮區 (明尼蘇達州聖路易斯縣)
波蒂奇鎮區（英語：Portage Township）是位於美國明尼蘇達州聖路易斯縣的一個行政鎮區。

## 地方資料
波蒂奇鎮區的面積為370.56平方千米，當中陸地面積為357.98平方千米，而水域面積為12.98平方千米。根據2020年美國人口普查的數據，當地共有人口164人，而人口密度為每平方千米0.44人。